# Fairview (Utah)
Pour les articles homonymes, voir Fairview.
Fairview est une ville américaine située dans le comté de Sanpete, dans l’Utah. Selon le recensement de 2000, sa population s’élève à 1 160 habitants.

## Source
- (en) Cet article est partiellement ou en totalité issu de l’article de Wikipédia en anglais intitulé « Fairview, Utah » (voir la liste des auteurs).